# Tomosvaryella nitens
Tomosvaryella nitens är en tvåvingeart som beskrevs av Enrico Adelelmo Brunetti 1912. Tomosvaryella nitens ingår i släktet Tomosvaryella och familjen ögonflugor. Inga underarter finns listade i Catalogue of Life.